# Pohoří (Polsko)
Pohoří (polsky Pogórze, nářečně Pogórz, německy Pogorsch) je vesnice v jižním Polsku ve Slezském vojvodství v okrese Těšín ve gmině Skočov. Leží na území Těšínského Slezska. K 25. březnu 2016 zde žilo 1 972 obyvatel, rozloha obce činí 8,63 km².
Pohoří se nachází na jižním okraji rybníkářské oblasti zvané Žabí kraj. Rybníky obklopují vesnici ze severu a západu, kromě toho na jihu, směrem k Velkým Hůrkám, existuje organizované loviště Polského rybářského svazu.
První zmínka o vsi pochází z listiny vratislavského biskupství sepsané mezi lety 1295 až 1305. Název Pohoří znamená místo po (tedy: za) hoře. Památkami vesnice jsou budova hospody Arenda postavená v roce 1818 jako stanice císařské pošty, a také klasicistní zámeček Stonavských. Od roku 1960 zámek a jeho areál, v němž byly přistavěny další moderní objekty, je sídlem Okresního domu sociální péče.
Obcí probíhá rychlostní silnice S52 Bílsko-Bělá—Těšín, jejímž pokračováním je česká dálnice D48, a také „stará silnice“ (historická císařská silnice) z Bílská-Bělé do Těšína a uzavřená stejnosměrná železniční trať. Ležící v severní části obce, asi 1 km od centra, stanice Pogórze byla jednou z výhyben na této jednokolejné trati.